# 阿波托羅斯安德列角

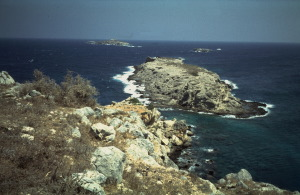
阿波托羅斯安德列角

阿波托羅斯安德列角是位於地中海國家北賽普勒斯土耳其共和國東北部卡爾帕斯半島的海岬，其以耶穌十二門徒中之聖安德烈命名。著名的阿波托羅斯安德列修道院即建於該海岬上。